# ClipArt
A ClipArt Elisabetta Vernier 2003-ban megjelent science fiction kisregénye, mely egy évvel később elnyerte az olasz sci-fik legrangosabb elismerését, a Premio Italia-díjat. Vernier könyve egy fiktív, technokrata közeljövőben játszódik, főszereplője pedig egy Alexandra Hill nevű katonanő, aki a milliomos cégtulajdonosnak, David Xandernek dolgozik. A kisregényben nagy szerepet kapnak az akciófilmekben látható harcok, és a szerepjátékokra jellemző taktikák.
A regény magyarul 2008-ban jelent meg a Metropolis Media Group és a Sárkány Bt. jóvoltából, a Galaktika Fantasztikus Könyvek-sorozat tagjaként. Hazai megjelenésének hátterében az Európai Bizottság kultúra-programja állt, akik anyagi támogatást nyújtottak a kötet megjelenéséhez. A kiadás különlegessége, hogy a szerző két másik, a ClipArt világában játszódó novellájával (Éhes fény, Origami) együtt jelent meg egy kötetben.

## Alkotói folyamat
A ClipArt világán a szerző már az 1990-es években elkezdett dolgozni, mikor saját cyberpunk szerepjátékvilágát kezdte építgetni. Ennek a világnak a Kranio Enterprises nevet adta. A kisregényt két novella előzte meg. Ezek voltak az Origami és az Éhes fény, melyek már a Vernier által megálmodott világban játszódtak. Az írónőre nagy hatással voltak az amerikai akciófilmek, a szerepjátékok és a japán rajzfilmek, mikor megalkotta a Kranio Enterprises világát. A regény – és a novellák is – először az interneten bukkantak fel e-könyvként 1999-ben, majd 2003-ban a ClipArtot kiadta az olasz Delos kiadó. A ClipArt sikeresnek bizonyult, és egy évvel később el is nyerte a legjobb olasz sci-fi regényeknek járó Premio Italia-díjat. Vernier azóta több történetet is írt a Kranio Enterprises univerzumba, melyek antológiákban jelentek meg.

## Cselekmény
|  | Alább a cselekmény részletei következnek! |

A történet főszereplője Alexandra Hill, a City egyik befolyásos emberének, David Xandernek dolgozó testőrnő, aki titokban gyengéd érzelmeket táplál a főnöke iránt. Élete egyik legfontosabb megbízását kapja meg, mikor Xander megbízza, hogy szerezzen vissza egy videóklipet, és intézze el a zsarolót. Hill naivan elvállalj a küldetést csapatával, akik a Cityt és környékét, valamint a Pusztaságot és a Perifériát is feltúrják a tolvaj után. Hill még csak nem is sejti, hogy megbízója valójában végig az orránál fogva vezeti őt, és a videóklip bizonyítékként szolgálhat a milliomos cégtulaj ellen.
|  | Itt a vége a cselekmény részletezésének! |

## Magyarul
- ClipArt; ford. Bihari György; Metropolis Media, Bp., 2008 (Galaktika Fantasztikus Könyvek)
- Origami (Galaktika 191. szám, 2006 majd 2008, a ClipArt részeként)
- Éhes fény (2008, a ClipArt részeként)